# Rosièresite
La rosièresite è un minerale che deve il suo nome alla località Rosières in Francia, dove nel 1910, Alfred Lacroix (Mâcon, 4 febbraio 1863 – Parigi, 12 marzo 1948) la rinvenne la prima volta.
Per la IMA  (International Mineralogical Association) lo status di specie minerale distinta della rosièresite è questionable.

## Abito cristallino
Amorfo, non ha una struttura cristallina.

## Forma in cui si presenta in natura
Si presenta in forme massive concentriche e di stalattiti all'interno di miniere abbandonate di rame e piombo.